# Agnone
Agnone (Agnèune in dialetto locale) è un comune italiano di 4 595 abitanti della provincia di Isernia in Molise.
Ospita la Pontificia fonderia di campane Marinelli, antico stabilimento per la fusione delle campane, autorizzato a usare lo stemma pontificio e fondato nel 1040. Dal XIII al XIX secolo fece parte del Giustizierato d'Abruzzo e dell'Abruzzo Citra, nel distretto di Lanciano.

## Geografia fisica

### Territorio
Agnone è ubicata nell'alto Molise, a nord-est della provincia di Isernia e al confine con l'Abruzzo (provincia di Chieti). Si trova a 830 m s.l.m., circondato da un paesaggio montuoso rivestito da boschi, praterie e dalle cascate del fiume Verrino affluente del fiume Trigno.

### Clima
Il paese, posto a 830 metri, gode di un clima mediamente fresco; gli inverni risultano essere rigidi e caratterizzati da piogge e nevicate anche abbondanti, le estati risultano invece gradevoli, con qualche episodio temporalesco e poche giornate di calura.

## Storia

### Epoca dei Sanniti

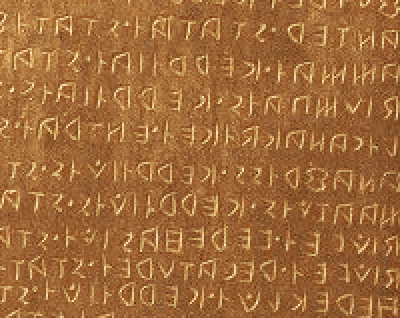
Particolare del frammento della Tavola Osca del III secolo a.C. ritrovata a Capracotta ai confini con Agnone

La tradizione vuole che Agnone sia sorta sulle rovine della città sannitica Aquilonia distrutta dai Romani durante la conquista del Sannio, benché gli storici contemporanei collochino Aquilonia più a sud, al confine con il Lazio. In zona sono stati comunque recuperati diversi reperti archeologici, come la stele funeraria di Vibia Bonitas, conservata al teatro Italo Argentino, nel centro storico della cittadina.
Importante centro durante la dominazione longobarda, andò poi decadendo nei secoli immediatamente precedenti il 1000, mentre la Valle del Verrino e le alture circostanti divennero luogo di eremi, piccoli monasteri e piccole colonie agricole.

### Epoca medievale

#### Contea di Borrello
Alla fine dell'XI secolo Anglone compare tra i principali castelli (oltre cinquanta) che costituivano la Terra Borellense, cioè il vastissimo feudo della famiglia Borrello, posto tra l'Abruzzo meridionale e il Molise settentrionale.
Nel 1139 la famiglia dei Borrello, conti di Pietrabbondante e capitani di ventura della Repubblica di Venezia, portò sul luogo un notevole numero di soldati e artigiani veneziani, probabilmente provenienti dalle colonie dalmate della "Serenissima" (lo scrittore veneziano Alvise Zorzi propone la provenienza di questo gruppo dalle colonie veneziane della Puglia, ma il riscontro rimane impossibile per assenza di documenti e la questione resta dubbia). Appare però evidente la fondazione veneziana del paese vero e proprio — sorto sul colle arcuato di fronte al Monte Saraceno — a causa dei chiari segni di cultura veneziana osservabili nel quartiere originario, quello della Ripa, altrimenti detto "borgo veneziano".

#### Dominazione degli Angioini e Aragonesi
L'importanza di Agnone andò crescendo nel periodo angioino e anche in quello aragonese, al punto che durante il regno borbonico delle Due Sicilie, la città fu tra le 56 città regie, direttamente dipendenti dal Re, libere da qualunque altra soggezione di tipo feudale, dotate di alto tribunale, con diritto di infliggere pene capitali.

### Epoca moderna

#### Governo di Gioacchino Murat
Appartenente da sempre all'Abruzzo Citeriore, quando il re Giuseppe Bonaparte (fratello di Napoleone) decise di creare la nuova provincia del Molise (1806), Agnone fu lasciata nell'Abruzzo. Ma durante il regno di Gioacchino Murat, i maggiorenti del luogo chiesero e ottennero il passaggio al Molise, fondando la richiesta sulla difficoltà geografica dei collegamenti abruzzesi, e sperando di assurgere a un ruolo di dominio nella nuova provincia (1811). La prima delusione colse gli agnonesi subito dopo questo passaggio, giacché i tre distretti in cui il Molise fu diviso, ebbero come centri e capoluoghi Larino, Campobasso e Isernia, escludendo Agnone da ogni ruolo di preminenza amministrativa. Ciò nonostante, fiorente per ampiezza dell'agro e per numero e volume di imprese artigiane, Agnone poté sviluppare, nel corso del XIX secolo un alto numero di menti colte: medici, filosofi, giuristi, teologi, da cui le venne il nome onorifico di "Atene del Sannio".

#### Dall'Ottocento al Novecento
La rivoluzione dei prezzi legata al primo sviluppo dell'industria italiana di fine Ottocento, tuttavia, intaccò quest'equilibrio, dando il via al fenomeno dell'emigrazione. Nonostante ciò, Agnone si distinse per spirito di iniziativa economica e culturale. Ad esempio, in pieno spirito positivista, grazie all'azione di alcuni spiriti illuminati tra cui il dottor Giuseppe Maria d'Onofrio, Agnone riuscì nell'impresa di essere elettrificata ben prima di Roma. Difatti risale al 1905 l'inaugurazione della centrale idroelettrica del Verrino, gestita dall'omonima società elettrica, che precedette di ben otto anni la prima centrale elettrica di Roma, la centrale Montemartini.

#### Epoca fascista
Durante il regime fascista, Agnone fu sede di confino per numerosi oppositori del regime, tra cui don Raimondo Viale, protagonista de Il prete giusto di Nuto Revelli.
Dal luglio 1940, nei pressi di Agnone sorse un campo di concentramento per ebrei, oppositori al regime e principalmente rom rastrellati in tutta Italia e nell'area della ex Jugoslavia. Il prefetto locale a tale scopo, scelse e ottenne dal vescovo dell'epoca la concessione del convento di San Bernardino. Dopo l'8 settembre il campo venne aperto e le persone internate furono liberate. 
La battaglia del Trigno del 1943 tra Tedeschi ed Anglo Americani causò la morte di diversi civili

#### Anni cinquanta e periodo contemporaneo
L'ultima crescita demografica, Agnone la ebbe negli anni quaranta, per poi subire una continua diminuzione a partire dagli anni cinquanta. Parallelamente — e paradossalmente — la cittadina vedeva i segni di un possibile sviluppo socioeconomico, quali la nascita del locale ospedale civile e delle scuole superiori, tra cui il liceo scientifico (primo nella provincia di Campobasso), l'istituto tecnico Leonida Marinelli, l'istituto professionale. È poi da menzionare, nel primo dopoguerra, la nascita del teatro Italo Argentino (fondato grazie agli apporti degli agnonesi d'Argentina) che fu a lungo uno dei più ampi dell'Abruzzo-Molise, ed è tornato a esserlo nel marzo 2008 per la chiusura di alcuni grandi teatri delle due regioni.

### Simboli
Lo stemma e il gonfalone del comune di Agnone sono stati concessi con decreto del presidente della Repubblica del 21 giugno 1994.
Il gonfalone civico è un drappo di bianco.

## Monumenti e luoghi d'interesse

### Architetture religiose

#### Belvedere della Ripa e chiesa madre di San Marco Evangelista
Sul cardo medievale esterno della città c'è un belvedere trasformato in parco pubblico. A fianco c'è la chiesa madre di San Marco Evangelista.

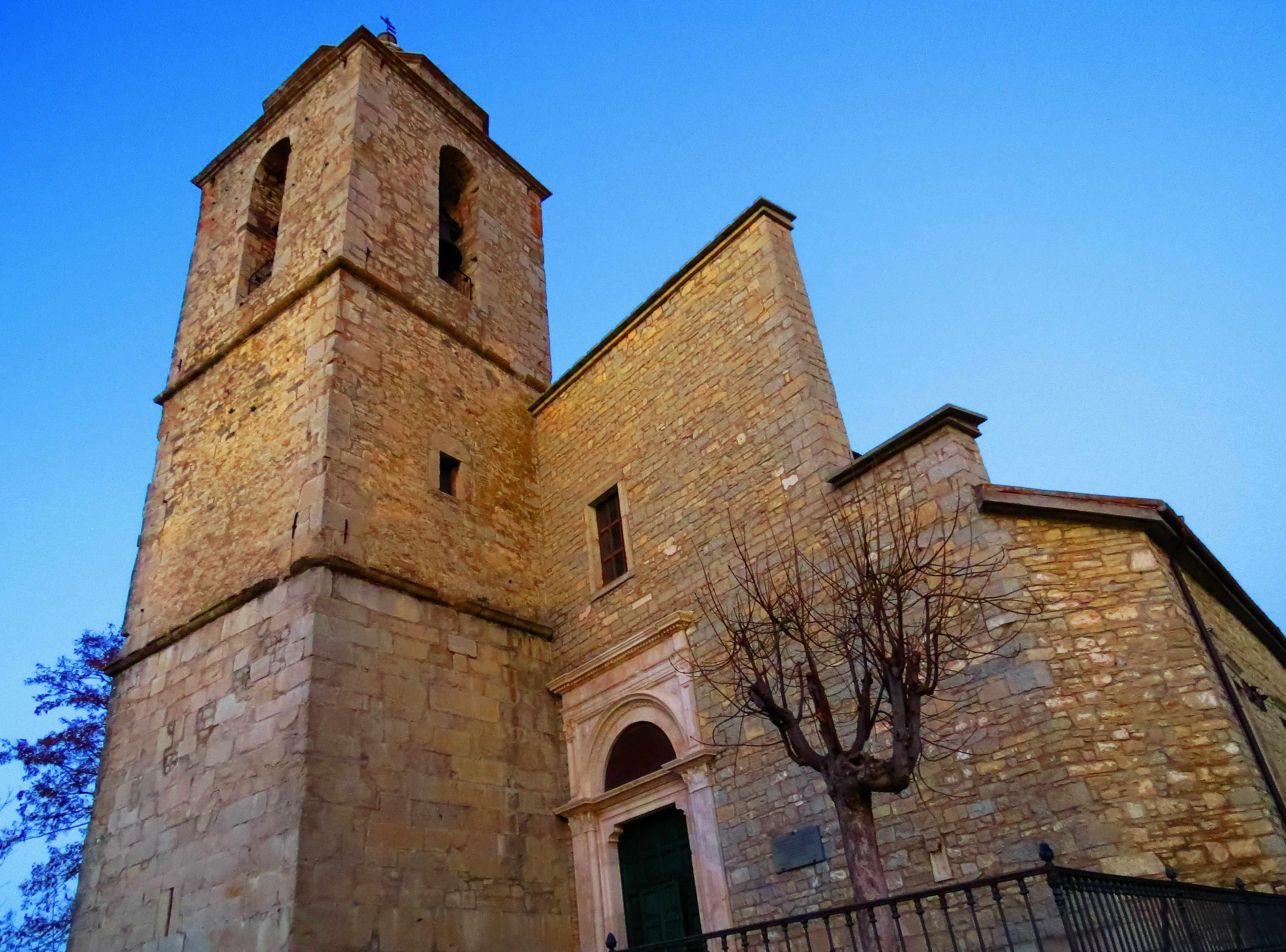
Chiesa Madre di San Marco

La costruzione originale, romanica, risale all'XI secolo ed è connessa alla rifondazione del paese avvenuta sotto il dominio dei Borrello, legati alla Repubblica di Venezia. L'edificio originale fu infatti edificato da veneziani chiamati da Landolfo Borrello. La mancanza di un'abside semicircolare e la presenza del campanile sulla nuda facciata fanno pensare a un'inversione nel senso dell'asse principale in corso d'opera. La pianta è irregolare e la navata è singola e priva di transetto, mentre sono presenti cappelle laterali. Sono evidenti una serie di contribuzioni di epoche successive: archi in gotico veneziano precedono l'altare principale, mentre il portale è rinascimentale e il soffitto è a cassettoni policromi, in stile barocco veneziano. Barocchi sono pure gli altari in legno, mentre altri corredi spaziano in varie epoche. Ad esempio una pregevole statua della Madonna col Bambino è del XIII-XIV secolo mentre una statua di San Nicola è dello scultore settecentesco Giovannitti. L'edificio è stato restaurato per opera della soprintendenza alle belle arti regionale.

#### Chiesa parrocchiale di San Francesco e convento
La chiesa di San Francesco è considerata monumento nazionale. Risalente al XIV secolo, ha un caratteristico portale gotico sormontato da un affascinante rosone. Da sottolineare la superba cupola a tamburo e l'originale campanile (con la parte finale in ferro battuto). All'interno della chiesa, con decorazioni di Ambrosio Piazza, si trovano ricchissimi altari e affreschi del molisano Paolo Gamba. Attiguo alla chiesa di San Francesco si trova l'ex convento dei Padri conventuali, con un chiostro (alle cui pareti si trovano affreschi rappresentanti la vita di San Francesco), sede della Biblioteca comunale e della Mostra permanente del libro antico con volumi rarissimi, tra cui un'antica copia dell'Opera Omnia di Platone, risalenti al XVI secolo.

#### Chiesa di Sant'Emidio

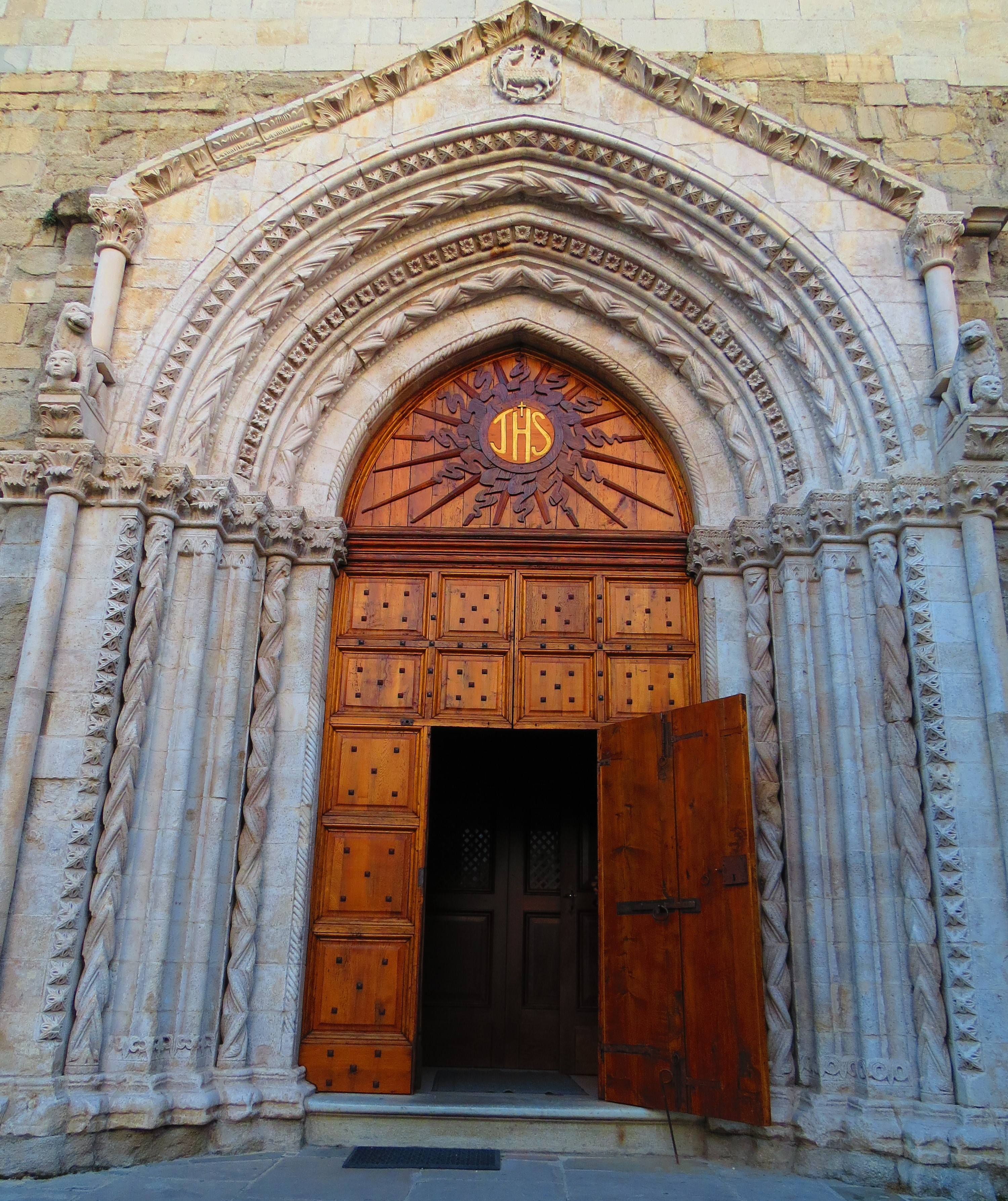
Portale della chiesa di Sant'Emidio

La chiesa di Sant'Emidio risale al XIV secolo, con un portale gotico, conserva al suo interno capolavori d'arte di Giulio Monteverde, Giacomo Colombo, Giovanni e Amalia Dupré. Caratteristiche sono le statue lignee dei 12 apostoli, a grandezza naturale, attribuite a scuola napoletana del 1650. Adiacente alla chiesa troviamo la biblioteca Emidiana, ricca di testi antichi dell'XI secolo.
La chiesa possiede una pianta rettangolare, conservando una facciata a capanna con portale trecentesco e rosone a oculo. Il portale presenta strombature e colonne tortili oppure cesellate con motivi vegetali, e si curvano formando un arco a sesto acuto, incassato in una ghimberga a spioventi. Presso la lunetta vi è il rilievo dell'Agnello mistico che porta la croce, e più sopra ancora la facciata la statua di Emidio benedicente, che con una mano regge il modellino della città di Agnone scossa da un terremoto, quella del 1096, che distrusse la primitiva chiesa, ragion per cui nei secoli successivi si provvide a una ricostruzione ex novo. Il campanile è una semplice torre ornata da una cuspide piramidale restaurata di recente in rosso.
L'interno ha due navate, con ampi archi durazzeschi, l'una coperta da soffitto a cassettoni, e l'altra da semplici capriate lignee medievali, ed è la più antica, corrispondente al portale. La navata barocca di destra conserva le tele della Natività, Sacra Famiglia, Fuga in Egitto, Cristo tra i Dottori della Chiesa.
Sede della biblioteca Emidiana

#### Chiesa di Sant'Antonio Abate

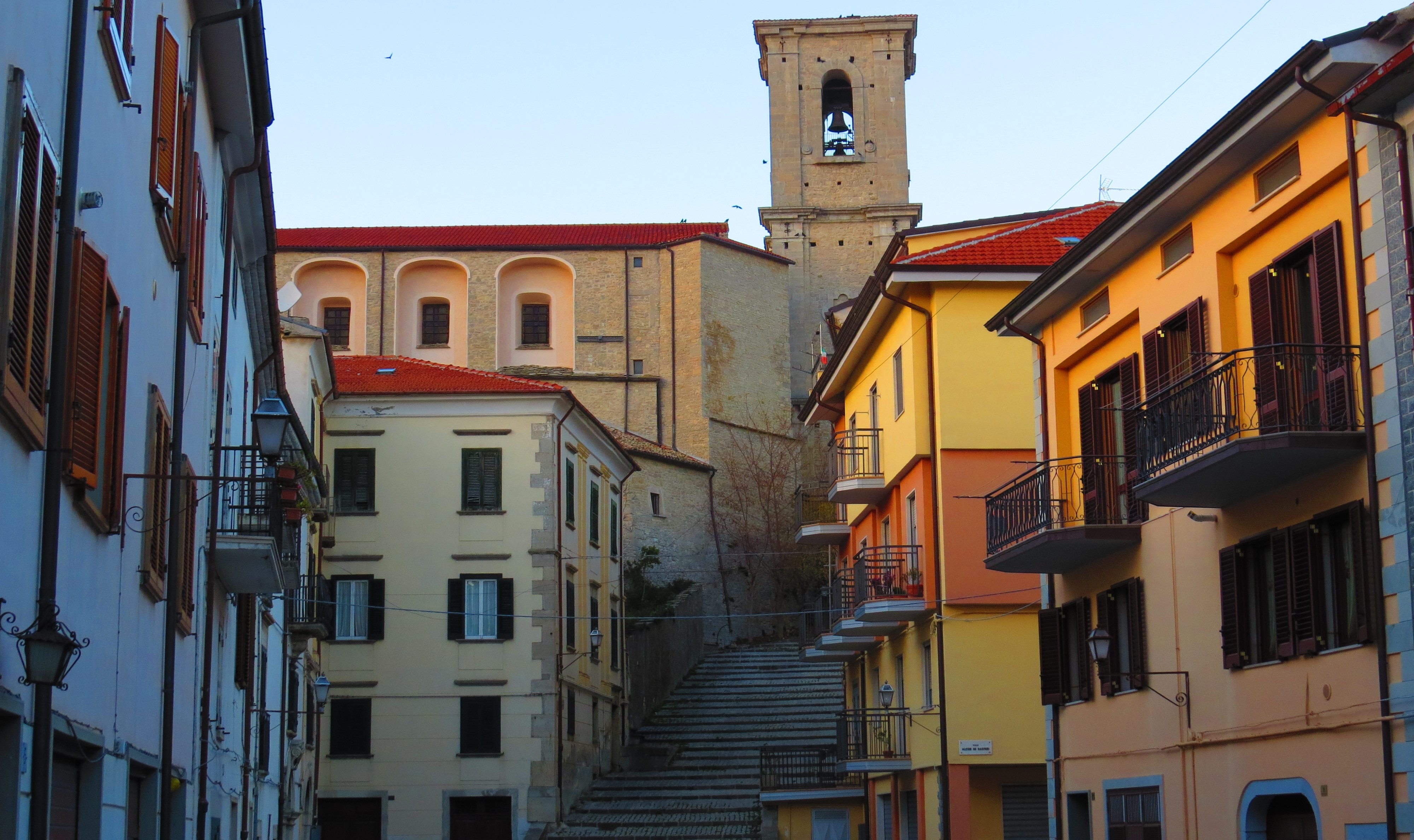
Veduta della salita dei gradoni per la chiesa di Sant'Antonio Abate

Si tratta della terza chiesa maggiore di Agnone, facilmente distinguibile per l'imponente mole e per il campanile più grande della città. Fu fondata nel 1128 a ridosso delle mura, con la realizzazione, dal corso Vittorio Emanuele, di una scalinata di 9 gradini, che fu risistemata nel 1965. La chiesa è stata modificata ovviamente nell'era barocca, conservando tuttavia l'impianto e l'esterno medievali a croce latina: la facciata è molto semplice e ha un portale architravato d'epoca rinascimentale. Il campanile è una robusta torre di 30 metri, scandita in livelli da cornici marcapiano, con in cima la cella campanaria. L'interno è a navata unica, occupata da cinque altari per lato; sul fondo c'è l'altare maggiore in stile barocco, rivestito di marmo con la balaustra circostante. La parete di dietro è occupata da un quadro che raffigura la Moltiplicazione dei pani e dei pesci, nonché dai palchi lignei per il coro dei presbiteri. Ai lati del coro ci sono le tele di San Lorenzo e San Sebastiano, mentre i dipinti sul soffitto mostrano scene religiose come la Cacciata dal Paradiso, Abramo che sacrifica Isacco, il Giudizio Universale e Mosè che riceve le Tavole.

#### Chiesa dell'Annunziata
La chiesa dell'Annunziata o del Carmine fu edificata nel 1505, attigua all'antico convento dei Padri Filippini, ultima dimora di san Francesco Caracciolo, morto il 4 giugno 1608. Ha un aspetto barocco anziché rinascimentale, caratterizzata da una facciata a capanna divisa in due lati da cornice, e verticalmente da quattro paraste per lato, con capitelli dorici. Sia il portale sia il finestrone centrale sono in linea d'asse, anche se molto semplici; il campanile è a vela, posto a sinistra, e il coronamento dell'architrave triangolare superiore è a dentellature.
L'altare della Madonna è il secondo a destra, e conserva una statua settecentesca del Colombo, ornata da una corona, mentre con una mano sorregge il Bambino, mentre con l'altra un fiore. L'insieme delle decorazioni della navata unica mostrano fasti barocchi, con colonne aggettanti ornate da capitelli ionici dorati, e un intonaco misto tra il rosa e il bianco. L'altare maggiore mostra una nicchia con la Madonna incoronata tra Gesù e un santo.

#### Chiesa di Sant'Amico
La chiesa fu edificata nel XIII secolo, per onorare l'abate del centro di San Pietro Avellana, vicino ad Agnone. Al suo interno è stata recuperata una tavoletta in argento, che il popolo chiama Pace di Sant'Amico, del 1520, sulla quale è raffigurata una scena in cui Gesù deposto dalla Croce, viene commemorato dalla Madonna e circondato dalle altre due Marie e dagli apostoli. Fra le varie statue che abbelliscono la chiesa ci sono quella di San Rocco, inoltre un organo plurifonico che è stato restaurato nel Novecento. La chiesa presenta un aspetto barocco, restaurata quando fu possesso dei Gesuiti, come dice il motto della facciata: ad maiorem dei gloriam. Ha un impianto a croce greca, caso unico per Agnone, con ampio transetto.

#### Chiesa di San Nicola
Edificio del X secolo, come rivela un documento di Montecassino, anche se oggi ha un aspetto settecentesco. Un documento del 1083, una donazione del conte di Sangro Gualtiero Borrello, contiene il nome del priore della chiesa all'epoca, tal Giovanni, che era sacerdote, monaco benedettino e "romito", cioè eremita abitante nell'eremo di Capo del Verrino. La facciata è semplice, in conci di pietra, con un portale decorato da una tiara con le chiavi di San Pietro, con sopra un'iscrizione latina. Il campanile è una torre con cuspide ornata da tegole verdi e gialle. L'interno è a navata unica, costituita da due altari in legno intagliato, più quello maggiore presso il presbiterio. La suddivisione in cappella laterali mostra colonne finte che alternano gli archi, caratterizzate da capitelli ionici dorati. Presso il presbiterio inoltre si eleva una cupola, ornata da affreschi dei quattro evangelisti presso le colonne che la sorreggono.

#### Chiesa di San Pietro

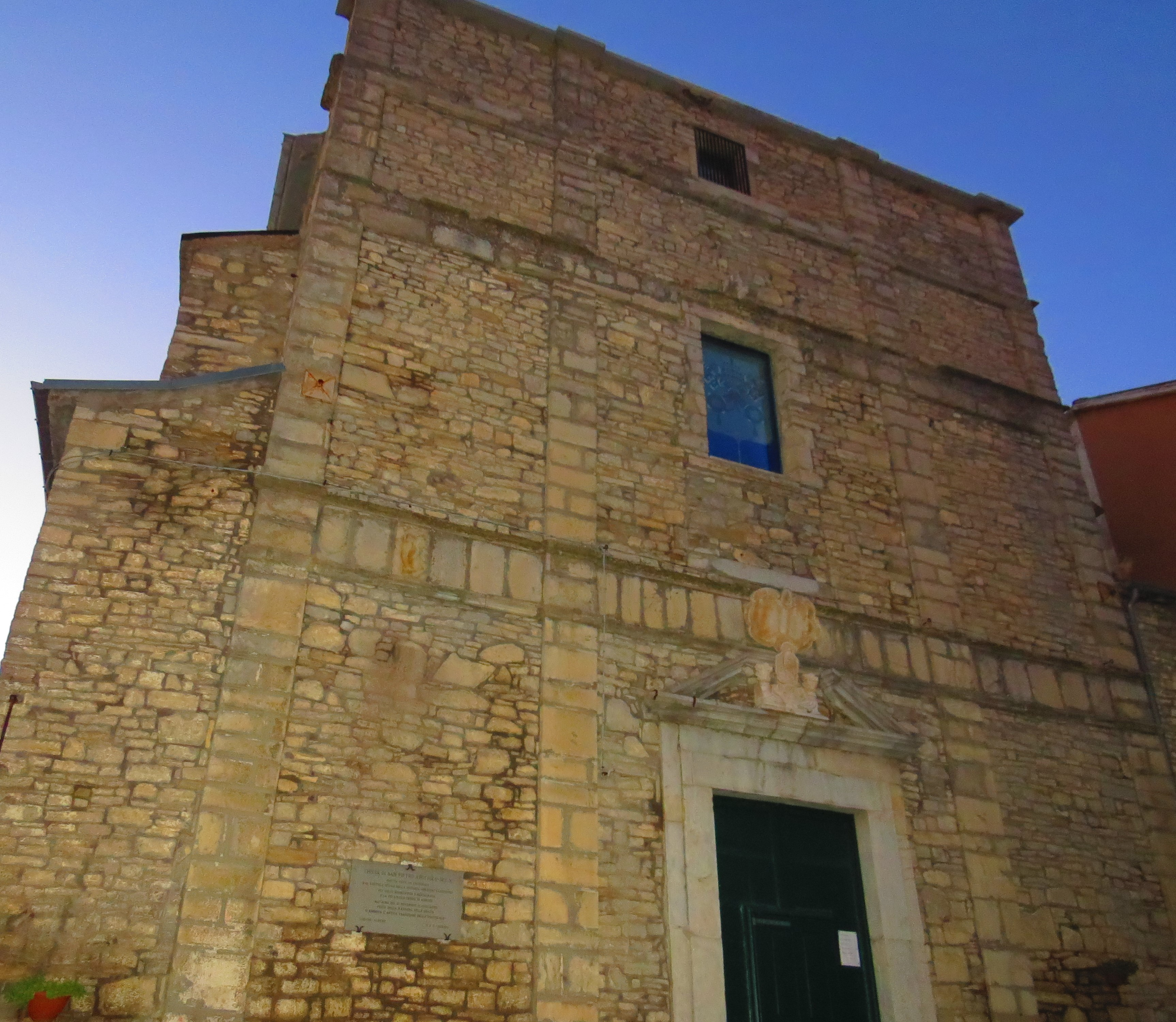
Chiesa di San Pietro

Chiesa molto semplice, di origine medievale ma rimodellata nel Settecento. Nel 1083 venne assegnata dal conte di Sangro Gualtiero Borrello a Giovanni, priore della chiesa di San Nicola. Ha l'esterno caratterizzato in conci di pietra: la facciata è a salienti, suddivisa orizzontalmente da tre cornici marcapiano, e verticalmente da quattro paraste, che al centro inquadrano in asse portale e finestrone. Il portale conserva l'architrave tardo rinascimentale a timpano spezzato, con un fregio al centro. Il campanile è una classica torre medievale. L'interno è a navata unica. È la più antica chiesa di Agnone.

#### Ex convento di San Bernardino da Siena
La chiesa si trova fuori dal centro, inizialmente era dedicata a Santa Maria degli Angeli, successivamente intitolata al santo che la visitò nel 1440, e rimodellata nei secoli successivi, per volere di Beato d'Aragona. Infatti ciò è documentato in una bolla di papa Niccolò V, e la chiesa fu provvista di un convento. La chiesa dopo il 1861 perse la sua funzione, il cenobio venne però riaperto nel 1926 da monsignor Oddo Bernacchia di Larino, e fu usato come sede estiva per i seminaristi della diocesi di Trivento. Nel periodo fascista, e soprattutto durante la guerra divenne campo di concentramento per i deportati d'Albania. Dopo il 1945 divenne convitto maschile di seminaristi, fino alla soppressione nel 1978, divenendo casa di riposo per anziani, con la chiesa di San Bernardino ancora funzionante.

#### Chiesa di San Biase
Dedicata al vescovo martire di Sebaste, nel 1091 fu donata dal castellano di Anglone Carbone di Fuscone a Diodato, abate della chiesa-romitorio di San Nicola. Fu cappella della famiglia Borrello nel XIII secolo. La chiesa ha una sola navata costituita da due altari: un'ampia cappella dove è possibile vedere la statua della Madonna della Mercede. I bassorilievi sono molto eleganti, e l'altare ampio e fastoso: vi si accede mediante un arco trionfale, e termina ad abside semicircolare con tre spicchi affrescati, che rappresentano lo Spirito Santo. Sotto vi sono due oculi laterali sempre dipinti, che mostrano alcuni miracoli di San Biagio, e al centro Gesù in maestà. La seconda cappella, gestita dalla confraternita della Mercede, dove si trova la statua, è ornata da due false cupole circolari scandite da ordini di quadretti dorati, che terminano nel fuoco centrale in un cerchio con in rilievo la colomba dello Spirito. L'altare è molto fastoso, decorato in oro, e racchiude la statua della Madonna.

#### Chiesa di Santa Croce
Risalente al XIII secolo, fu visitata da san Giovanni da Capestrano (XV secolo), e oggi ha un aspetto barocco. Sul portale sono stati incisi tre teschi, mentre su quello centrale una croce che simboleggia la vittoria della Vita Eterna sulla Morte. All'interno è possibile vedere due confessionali in noce, al di sopra sono state poste due tele che rievocano il ritrovamento della Sacra Croce da parte di Elena imperatrice. Al lato sono visibili due altari ligneo in stile rococò, al centro due dipinti: uno di San Giovanni da Capestrano con san Bernardino, e l'altro la Madonna del Purgatorio. Anche la cupola presso il presbiterio conserva dei dipinti in affresco: la chiesa è sede della Confraternita dei Morti.

#### Chiesa di Santa Maria a Majella
Fu costruita con il convento nel XIII secolo, fuori dalle mura (oggi nel contesto urbano agnonese del corso Vittorio Emanuele) da Pietro da Morrone, come tappa stazionaria del cammino di San Francesco, dove inoltre furono conservate una pezza del saio e alcuni capelli del santo. L'ordine dei Francescani fu soppresso nel 1807, e il monastero si ridusse a semplice chiesa. La chiesa ha un aspetto odierno barocco, con prospetto datato 1755: la facciata è divisa da una cornice marcapiano, mantenendo il portale gotico, in asse con un finestrone settecentesco ornato da timpano spezzato. L'interno, a navata unica, conserva dipinti ex voto dell'Ottocento e del Novecento.

#### Convento di Sant'Onofrio
Il piccolo monastero sorge sul Monte Sant'Onofrio, lungo la strada per Rosello, fondato nel 1700 dal barone Giosuè Bartolini, molto devoto a sant'Onofrio. La chiesa si presenta a pianta classica, in uno stile misto, tra il neogotico e il barocco, e conserva la statua lignea del santo. Essa rappresenta Onofrio con la corona reale, i lunghi capelli e la cintura di foglie attorno ai fianchi. Nella chiesa si celebra l'11 giugno la ricorrenza del santo, molto amato dai cittadini, e la processione parte dalla piccola badia fino ad Agnone, nella chiesa di Sant'Antonio. La chiesa di recente è stata abbellita da una croce stazionaria e da un percorso sul monte della Via Crucis.
Convento e Chiesa di Santa Chiara
Costruita nel XV secolo, la chiesa a navata unica ospita un graticolato in legno dorato in stile roccocò opera dell'agnonese Nicodemo De Simone. Negli anni della seconda guerra mondiale fu usata come ospedale da campo, e subì la distruzione o l'asportazione di molte reliquie.
Convento dei Padri Filippini
Sede del museo di arte sacra
Chiesa di San Rocco
costruita nel 1668, nella cripta è visibile l'ossario.
Chiesa San Giacomo Apostolo o della Santissima Trinità
costruita nel 1300
Chiesa San Michele Arcangelo
Situata nella frazione Canale
Chiesa di San Antonillo
risalente al XIV secolo
Chiesa Vecchia dei Cappuccini
costruita nel 1623, demolita nel 1925 e ricostruita nel 1937
Vecchia Chiesa di Santa Maria di Costantinopoli
I francescani nel 1605 vennero a piantare la croce ed il 14 settembre dello stesso anno posero la prima pietra, con grande concorso di popolo e con la benedizione del Vescovo di Trivento Mons. Giulio Cesare Mariconda. Il convento fu fondato da P. Bernardino da Asti ad istanza e a spese dei cittadini e con l’intervento della Principessa di Stigliano, padrona di Agnone. La chiesa con l’altare è stata consacrata il 5 agosto 1623 dal Vescovo di Trivento Girolamo Costanzo. Il Convento dopo l’ultima soppressione del 1866, è andato in rovina; l’antica chiesa, rimasta isolata, è stata demolita nel 1925 onde creare degna piazza (il Convento e la chiesa erano ubicati nello spazio dell’attuale villetta comunale) al monumento ai caduti e per esigenze del piazzale della ferrovia. L’edificio, che è poi quello attuale, fu eretto a lato del palazzo Vecchiarelli e dirimpetto alla stazione. Il 7 giugno 1937, un secolo dopo il grande colera, la nuova chiesa, amministrata dalla parrocchia di Sant’Emidio, fu benedetta con molta solennità, da S.E. il Vescovo Giannico e aperta al culto. Il 10 settembre 1954 il Vescovo Giannico concesse ai Cappuccini la chiesa di Santa Maria di Costantinopoli e il 17 ottobre del 1954 i Padri ritornarono ad Agnone accolti con entusiasmo da tutta la città e si sistemarono provvisoriamente nei locali della stazione della scomparsa ferrovia elettrica Agnone-Pescolanciano. Il 20 settembre 1963, accanto alla temporanea dimora, fu posta la prima pietra del nuovo convento e nel febbraio 1979 i frati iniziarono ad abitarlo. Con il ritorno dei Padri Cappuccini ad Agnone fu ripristinata la celebrazione della festa in onore della Madonna.
Chiesa di Santa Maria di Costantinopoli
I frati minori cappuccini, il 18 ottobre 1997, hanno scritto una nuova pagina di storia locale, con la consacrazione della nuova chiesa dedicata a Santa Maria di Costantinopoli, al centro è presente un grande organo a canne
Chiesa dell' Assunta
chiusa per molto tempo, nel 2021 è stata riaperta al culto
Chiesa San Pietro Apostolo
fondata nel III secolo
Chiesa Santa Lucia delle Poste
fondata tra il 1400 e il 1500, è situata vicino al fiume Trigno

### Architetture civili

#### Palazzo della Città
In via Alfieri, è un edificio quattrocentesco, usato dai potenti dell'epoca antica, e oggi trasformato in hotel. L'edificio ha un aspetto rinascimentale, caratterizzato alla base da muratura in conci, mentre il resto dell'esterno è intonacato di bianco. Il portale a tutto sesto, ha un'elegante cornice con chiave di volta cesellata a motivi vegetali. Un secondo portale, più arricchito nella cornice, con l'arricchimento di motivi geometrici, immette a un chiostro. Dopo essere stato un carcere e poi la pretura, dal 2024 è un raffinato Hotel

#### Palazzo dei Conti Minutolo
Edificato nel XIII secolo in stile veneziano dai Minutolo, detto anche Palazzo Nuonno. Il palazzo è uno dei più interessanti della città per il suo stile, ma anche per la leggenda di fantasmi che vi aleggia. La camera che sovrasta la bottega orafa era adibita a cella dove venivano uccisi i condannati, e su ciò nacquero numerose leggende di fantasmi: specialmente quella che riguarda il crollo del pavimento del piano superiore, interpretato come simbolo di vendetta dei condannati, oppure il ritrovamento di scheletri e resti di feti umani, frutto di rapporti incestuosi. Dell'epoca antica, dato che il palazzo è stato rimaneggiato, rimane una bifora murata; nel 1796 fu acquistato dalla famiglia Cocucci, che lo possedettero per poco tempo, e fu ricomprato dalla famiglia Nuonno di Sant'Angelo del Pesco. Il corredo veneziano mostra leoni lagunari, la bifora murata, e al piano terra vi è una bottega orafa di origine veneziana, ancora intatta.
Palazzo San Francesco
La parte più antica è del 1343, ha al suo interno un soffitto ligneo settecentesco, con rappresentazioni alchemiche tra le più importanti d'europa.
Palazzo del Governatore
costruito nel 1600
Palazzo Bonanni
costruito nel 1800, nei prossimi anni diventera' un polo museale
Palazzo Gamberale
costruito nel 1800, è uno dei più antichi della città
Palazzo Apollonio
costruito nel 1400
Palazzo Fioriti
costruito nel 1500
Palazzo Santangelo
costruito tra il 1800 e il 1900, i origine era il carcere ed in seguito divenne il palazzo del governo
Palazzo Tirone
costruito tra il 1600 ed il 1800
Palazzo Paolantonio
costruito tra il 1800 ed il 1900
Porta S. Nicola
di eta' normanna
Porta S. Marco
di età normanna, struttura ad arco gotico
Porta Semiurna o Napoli
risalente al XII secolo
Bottega Orafa
situata ne quartiere veneziano, è di età medioevale
Ricovero Pastorale
costruzioni in pietra secca di inizio IX secolo
Ex Carcere Borbonico
costruito nel XVIII secolo
Fontana Majella
costruita a fine 800
Fontana Piazza del Plebiscito
costruita con marmo di Carrara nel 1882
Monumento Libero Serafini
eretta nel 1899, in memoria del martire agnonese della Repubblica Napoletana
Monumento ai Caduti delle Guerre
eretto nel 1924
Monumento dell' Emigrante
eretto nel 2022
Monumento dei Caduti sul Lavoro
eretto nel 2021
Monumento della Campana
eretto nel 2021
Masserie
edifici rurali adibiti ad abitazioni del 1800 -1900, che si trovano all'esterno della città

### Architettura Industriale
Mulini Scatozza e Casciano
Antiche strutture usate per la macinazione del grano
Ex Ramiera Antonelli
edificio del 1700, la ramiera fu operativa dal 1800 al 1950.
Pontificia Fonderia Marinelli
costruita nell'anno 1000 circa
Antica Fonderia del rame F.lli Cerimele
Fondata nel 754 e in funzione fino al 1970
Vecchia Stazione Ferroviaria
in funzione dal 1914 al 1944
Ex Casello Ferroviario
fermata Cassillo , in funzione dal 1914 al 1944

### Siti archeologici
Mura Poligonali (Ciclopiche)
In località San Lorenzo, erano parte della cinta difensiva dell'insediamento di epoca Sannita
Fontana Romanica
in località San Lorenzo
Sepoltura VI- VII secolo AC
in località Piane di Lazzaro, vari ritrovamenti di epoca romana e sannita

## Società

### Evoluzione demografica
Abitanti censiti

Il paese, un tempo molto popolato, ha dimezzato la sua popolazione a causa di una costante emigrazione sia all'estero sia in altri centri italiani: la popolazione attualmente si attesta intorno ai 4 579 abitanti ma agli inizi del Novecento ne contava circa 11 000.
Dall'ultimo censimento è emerso che l'età media è di 48 anni, mentre l'età mediana (che può essere leggermente più rappresentativa del campione) si attesta sui 51 anni. Ci sono tre persone che superano l'età di 100 anni.

### Etnie e minoranze straniere
Al 31 dicembre 2019 la popolazione straniera residente contava 176 persone, pari al 3,6% della popolazione residente. Le nazionalità maggiormente rappresentate erano le seguenti:
- Romania 38;
- Marocco 37;
- Nigeria 19;
- Pakistan 12.

### Tradizioni e folclore

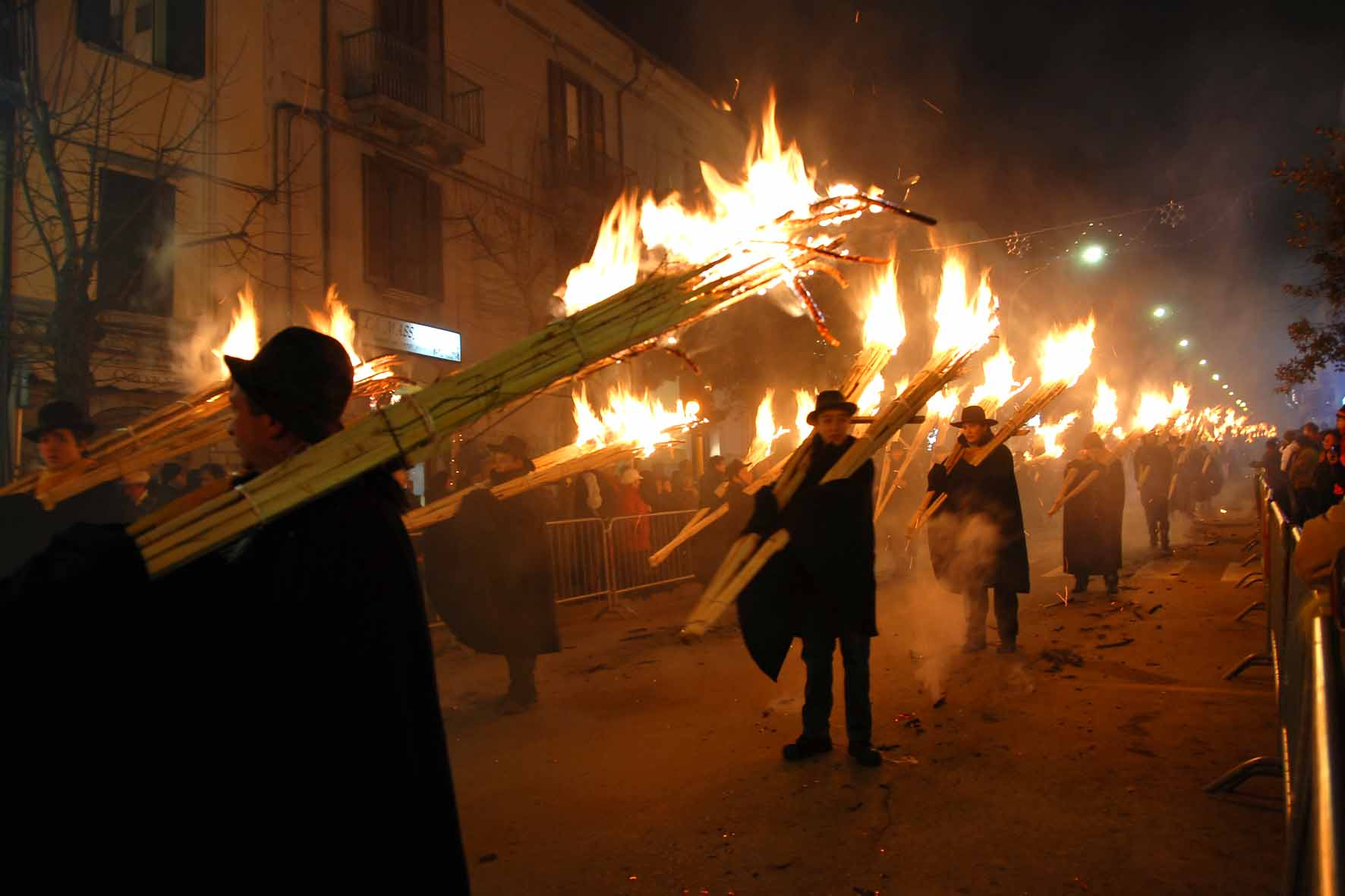
'Ndocciata della notte della vigilia di Natale

In occasione dell'Immacolata Concezione l'8 dicembre e il 24 dicembre ad Agnone si svolge la "'Ndocciata", la più conosciuta tradizione del comune: è una sfilata di migliaia di enormi fiaccole costruite artigianalmente. Dal 2000 tale evento si svolge stabilmente anche il giorno dell'Immacolata Concezione. Nel 1996 essa fu portata a Roma al cospetto di papa Giovanni Paolo II. Questa tradizione, che probabilmente nell'antichità era connessa ai riti della rinascita della luce, oltre che ad Agnone si è conservata, in misura minore, anche a Santo Stefano di Sante Marie (L'Aquila) e ha assunto una diversa valenza legandosi alla festività del Natale. Dal 2022 la 'Ndocciata dell'Immacolata Concezione è stata spostata in via definitiva al secondo sabato di dicembre. Resta invariata, invece, quella della vigilia di Natale.
Nel 2012 le Poste Italiane hanno dedicato un francobollo a questa festa tradizionale.

## Cultura

### Musei
Il museo internazionale della campana sorge accanto all'antica fonderia pontificia Marinelli, una delle imprese familiari più antiche nel mondo fondata nell'anno 1000. Le antiche fonderie del rame si trovano a pochi chilometri dal centro abitato, nella valle del fiume Verrino: sono delle antiche fonderie a funzionamento idromeccanico nelle quali si producevano dei semilavorati in rame che venivano poi inviati alle oltre 180 botteghe di ramai agnonesi che, da tali semilavorati, producevano tine, caldai e vari oggetti in rame. Tra gli altri musei presenti il museo del sacro, il museo civico,il museo del rame Francesco Gerbasi, le antiche fonderie del rame F.lli. Cerimele, il museo della Bilancia artigianato D'Aloise,il museo Padre Matteo da Agnone, il museo delle Radio e Tv, il museo della moda, il museo della ndoccia, il museo di arte casearia e della transumanza e il museo delle scienze naturali.

#### Teatro italo-argentino
Il teatro italo-argentino fu costruito nel primo dopoguerra con i fondi degli agnonesi del Sudamerica. Esso funziona sia come teatro, sia come cinema.
Biblioteca
Biblioteche Riunite Comunale e B.Labanca, Biblioteca Emidiana, Mostra Permanente del Libro Antico
Tratturi
antica strada della transumanza da Molise e Abruzzo in direzione Puglia

## Economia

### La fonderia Marinelli

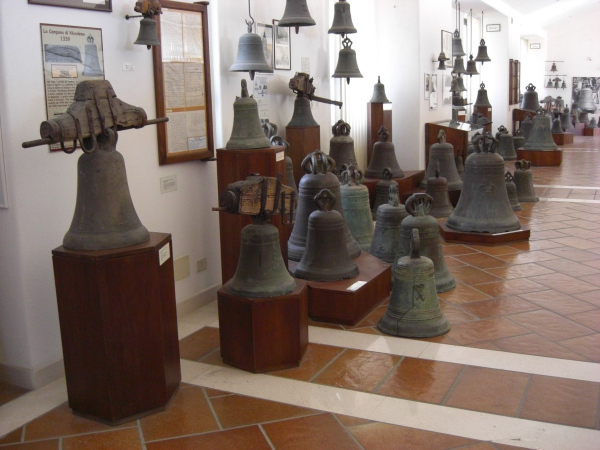
La Fonderia Marinelli di Agnone, rinomata in Italia per la fabbricazione di campane per tutte le chiese del Paese

Agnone è famosa in tutta Italia e in Europa per la presenza dell'antica Fonderia Marinelli, tuttora attiva.
Le sue origini risalgono al Medioevo, e la fonderia è ricordata per la fabbricazione di campane per edifici di alto rilievo quali la cattedrale della Beata Vergine del Santo Rosario di Pompei e dell'abbazia di Montecassino.
Le prime campane ufficiali fuse dalla fonderia Marinelli risalgono al 1339, per opera del direttore Nicodemo Marinelli, detto "Campanarus". Nei due secoli successivi, quando l'Italia passò nelle mani degli aragonesi, i Marinelli continuarono a fondere campane per le varie chiese e campanili che venivano edificati in tutta la penisola. Nel 1924 il papa Pio XI conferì alla famiglia Marinelli l'onore di avvalersi dello Stemma Pontificio perché potessero rappresentarlo nel volto dell'campane che continuavano a fondere copiosamente.
I Marinelli all'inizio del XX secolo furono chiamati da molte chiese di tutta l'Italia perché gli impianti per l'oscillazione delle campane erano ormai obsoleti oppure gravemente danneggiati. Quando nel 1944 gli occupanti tedeschi nazisti, da un anno in guerra civile con l'Italia, giunsero anche in Abruzzo e in Molise, la fonderia fu chiusa e usata come quartier generale per le missioni di battaglia.
Inoltre le campane che in quel periodo erano in fase di fusione furono distrutte dai nazisti e rifuse per creare dei cannoni da combattimento. Sconfitti i tedeschi dagli statunitensi, nel 1949 la fonderia Marinelli rimase lo stesso famosa per il suo contributo, e il suo nome era ancora sulla bocca di tutti: luogo di riferimento per la fusione di nuove campane. Nel secondo dopoguerra italiano i Marinelli costruirono il concerto di campane per la cattedrale di Montecassino, distrutta durante la celebre battaglia della seconda guerra mondiale, e così continuano a contribuire fino a oggi, ogni qualvolta venga costruita una nuova chiesa, fondendo le campane necessarie per nuovi concerti.
Il 7 dicembre 2024 l'arte campanaria è stata riconosciuta patrimonio culturale immateriale dell'Unesco.

### Confetto riccio di Agnone
È un confetto più grande del normale con superficie rugosa. Tenero e friabile. Si consuma fresco e può essere conservato sotto vuoto. Le materie prime sono: zucchero, mandorla di Avola, gomma arabica, aromi naturali. La mandorla di Avola viene cosparsa di gomma arabica per favorire la copertura con lo zucchero. Nella "bassina" (grande calderone in rame), mentre ruota, si versa lo zucchero sciroppato che cristallizzando ingrossa la mandorla e le conferisce la caratteristica forma rugosa.

### Allevamento e attività casearia
Nel territorio di Agnone si allevano razze bovine come la Bruna Italiana, Frisona Italiana, Pezzata Rossa, Podolica. Il pascolo è libero ed estensivo nei prati montani. Lo scopo di allevamento è per la produzione del latte usato nella produzione di latticini da parte dei caseifici locali. 
Nel paese sono presenti diversi caseifici, quasi tutti a conduzione familiare, che producono una vasta gamma di prodotti caseari come scamorze e caciocavalli. Il prodotto di punta del territorio è il caciocavallo di Agnone.

### Vino e olio d'oliva
È di produzione di origine controllata il vino Tintilia rosso; l'amaro Passarè artigianale, l'olio di oliva è invece prodotto artigianalmente.
Cereali
Frumento duro marzuolo

## Infrastrutture e trasporti

### Strade
Il paese è servito dalla SS86, che lo mette in collegamento con Vasto.
Uno dei motivi dello spopolamento del centro è proprio dovuto al suo isolamento, essendo collegato male sia con la regione di appartenenza che con la regione Abruzzo, vista la chiusura del Viadotto Sente che prosegue ormai da tanti anni.

### Ferrovie
Fino alla seconda guerra mondiale esisteva la ferrovia Agnone-Pescolanciano, elettrificata a scartamento ridotto, la quale metteva in collegamento il centro cittadino, con la stazione FS di Pescolanciano sulla ferrovia Sulmona-Isernia.

## Amministrazione
| Periodo           | Periodo           | Primo cittadino        | Partito                           | Carica                  | Note    |
| ----------------- | ----------------- | ---------------------- | --------------------------------- | ----------------------- | ------- |
| 12 giugno 1985    | 27 giugno 1990    | Remo Sammartino        | Democrazia Cristiana              | Sindaco                 | [ 104 ] |
| 2 luglio 1990     | 29 marzo 1992     | Remo Sammartino        | Democrazia Cristiana              | Sindaco                 | [ 104 ] |
| 29 marzo 1992     | 13 gennaio 1994   | Bruno Vecchiarelli     | Democrazia Cristiana              | Sindaco                 | [ 104 ] |
| 23 febbraio 1994  | 24 aprile 1995    | Francesco Marcovecchio | Democrazia Cristiana              | Sindaco                 | [ 104 ] |
| 24 aprile 1995    | 14 giugno 1999    | Franco Paolantonio     | Progressisti                      | Sindaco                 | [ 104 ] |
| 15 giugno 1999    | 14 giugno 2004    | Francesco Marcovecchio | Centro-destra                     | Sindaco                 | [ 104 ] |
| 14 giugno 2004    | 8 giugno 2009     | Gelsomino De Vita      | Lista civica                      | Sindaco                 | [ 104 ] |
| 9 giugno 2009     | 21 febbraio 2011  | Gelsomino De Vita      | Lista civica                      | Sindaco                 | [ 104 ] |
| 21 febbraio 2011  | 17 maggio 2011    | Fabio Giombini         | –                                 | Commissario prefettizio | [ 104 ] |
| 17 maggio 2011    | 7 giugno 2016     | Michele Carosella      | Lista civica Nuovo sogno agnonese | Sindaco                 | [ 104 ] |
| 7 giugno 2016     | 19 marzo 2020     | Lorenzo Marcovecchio   | Lista civica Insieme per Agnone   | Sindaco                 | [ 104 ] |
| 20 marzo 2020     | 22 settembre 2020 | Giuseppina Ferri       | –                                 | Commissario prefettizio | [ 104 ] |
| 23 settembre 2020 | in carica         | Daniele Saia           | Lista civica Nuovo sogno agnonese | Sindaco                 | [ 104 ] |

## Sport

### Calcio
Ha sede nel comune la società di calcio Polisportiva Olympia Agnonese che ha militato per 14 anni consecutivi nel campionato di serie D, girone F. Il club granata, nato nel 1967 dalla fusione di Polagno e Olympia Serafica, ha toccato il punto più alto della sua storia nella finale play-off contro la Vis Pesaro (21 maggio 2017) valevole per il ripescaggio in serie C. Attualmente l'Agnonese milita nel campionato di Eccellenza regionale. Le partite si svolgono nello stadio Comunale Civitelle.

### Pallavolo
È presente la A.S. Pallavolo Agnone, che dopo diverse stagioni nei tornei di serie D, C e B1, raggiunse il suo culmine con la partecipazione al campionato di Serie A2 2002-2003. È in via di ultimazione il nuovo palasport polivalente in località Tiro a Segno che può ospitare incontri di volley fino alla serie A2. 

### Nuoto
È presente la Hydro Sport.

### Pesca sportiva
È situato nel parco Santa Lucia.

### Atletica
Dal 2006 al 2017 è stata attiva l'Atletica Agnone.

### Calcio a 5
È presente la Robur Agnone che nel 2017 ha disputato il campionato di serie C1.